# ドクターA7
ドクターA7とは、1998年に山佐から発売されたパチスロ機である。

## 概要
- アストロライナー7と同時発売。パチスロ新基準対応機。有効ラインを従来の5から7に増加したことで、従来機よりもビッグボーナス確率が高くなっている。

## ゲーム性
- 通常の5ラインに加えて上・中・上、下・中・下の2ラインが追加されている7ライン機である。このラインでも小役やリプレイ、ボーナスが普通に揃う。
- 0枚役のオレンジが揃うとドクターチェックの演出が起こる。ビッグウエーブのイカチェックと同様に12連LEDが1から光っていき、最終的に10以上に止まるとボーナス確定。12までいくとBIG確定。ビッグウエーブとの違いは7ライン機らしく追加ラインでオレンジが揃ってもチェックがスタートする。
- もちろんリーチ目も充実している。ボーナス図柄の並びや左リールのオレンジをチェリーに見立てたチェリー付きハサミ目などある。また、この機種の特徴的なリーチ目として「中リール上段7」「中リール中段BAR」「中リール下段博士」の小役はずれでリーチ目となる。
- 7ラインの特性を生かし、ビッグボーナス確率は最低設定で1/202、最高設定で1/176となっている。同時発売のアストロライナー7より確率が良い。
- ビッグボーナス中のジャックイン確率が1/10と低く、確率上4割弱程度でパンクが発生する。これは高いボーナス確率と表裏一体のデメリットであり、また、その性質上獲得枚数が安定しないことから賛否両論の元となる点といえる。
- 奇抜なゲーム性、不思議とインパクトがあるレギュラーボーナス中のBGMなど印象深い機種となったようで後続機種は作られていないものの、タイムクロスAやタイムパーク、サイバードラゴン、ネオプラネットXX、祭の達人 ウィンちゃんの夏祭りなどの機種にプレミアムキャラとして登場。また、タイムレスキュー、タイムクロス2ではタイム博士の敵役として登場している。

## その他
本機キャラクターを使用したA-Cタイプの『ドクターAC』も形式試験を通過していたが、こちらはお蔵入りとなった。

## ボーナス確率・機械割
| 設定 | BIG     | REG     | 機械割 |
| ---- | ------- | ------- | ------ |
| 1    | 1/202.3 | 1/606.8 | 94.3%  |
| 2    | 1/195.0 | 1/585.1 | 96.8%  |
| 3    | 1/188.3 | 1/565.0 | 99.3%  |
| 4    | 1/182.0 | 1/546.1 | 101.8% |
| 5    | 1/176.2 | 1/528.5 | 104.3% |
| 6    | 1/176.2 | 1/409.6 | 106.8% |

※メーカー発表のもの